# Jardín de Elizabeth F. Gamble
El Jardín de Elizabeth F. Gamble (en inglés: Elizabeth F. Gamble Garden, también denominado como Gamble Garden), es un jardín botánico de 2.5 acres de extensión, administrado por la sociedad sin ánimo de lucro « Gamble Garden » se mantiene gracias a las cuotas de los amigos del jardín y a donaciones altruistas. Se encuentra en Palo Alto, California, Estados Unidos.

## Localización
Elizabeth F. Gamble Garden, 1431 Waverly Street Palo Alto, Santa Clara County, California CA 94301  United States of America-Estados Unidos de América.
Planos y vistas satelitales.37°26′45.5382″N 122°8′56.58″O / 37.445982833, -122.1490500
Está abierto todos los días del año y la entrada es gratuita.

## Historia
"Gamble Garden" es una fundación hortícola no lucrativa. 
Localizado en Palo Alto, el sur de San Francisco, en la finca incluye una casa  histórica, una casa de los carruajes y del té, así como jardines formales y de exhibición. 

## Colecciones
Entre sus diferentes colecciones de plantas se incluyen:
- Paseo de los cerezos
- Árboles frutales, sus ramas se encuentran apoyadas en entramados de madera, siendo en su mayoría del género Malus.
- Invernadero, fue creado en el 2003, alberga plantas suculentas y cactus.
- Colección de Iris.
- Gazebo cubierto de parras trepadoras y rodeado de Ampelopsis, Clematis, Mandevilla laxa, y Fuchsias
- Jardín de Wisteria.
- Jardín de hierbas, principalmente hierbas aromáticas para la cocina, con orégano, romero, tomillo,
- Jardín de plantas del Mediterráneo.
- Jardín de plantas perennes, está situado cerca del gazebo, con plantas perfectamente adaptadas al clima mediterráneo de California.
- Rosaleda
- Huerto, donde los escolares pueden cultivar sus propias verduras y hortalizas y comer el fruto de sus esfuerzos.
- Jardín del bosque.
- Jardín de trabajo y pruebas.